# Cumpăna
Cumpăna là một xã thuộc hạt Constanța, România. Dân số thời điểm năm 2002 là 9872 người.